# AB4ü Bay 98
Der AB4ü Bay 98 war ein Drehgestell-Durchgangswagen mit Seitengang, der im Verzeichnis von 1913 unter der Blatt-Nr. 76 aufgeführt wurde. Auch er war für die  K.Bay.Sts.B. zum Einsatz im Schnellzugverkehr gebaut worden. Der Wagen war umfangreich für den Übergang zu fremden Gesellschaften ausgerüstet.

## Konstruktive Merkmale

### Untergestell
Der Grundrahmen des mit dem Wagenkasten verbundenen Untergestells war komplett aus Holz aufgebaut, welches teilweise – z. B. für die äußeren Längsträger – mit aufgeschraubten Winkeleisen verstärkt wurde. Für die Querträger wurden ebenfalls hölzerne Profile verwendet. Man versprach sich durch diese Bauweise für hochwertige Wagen einen ruhigeren Lauf. Die hölzernen Querträger zur Aufnahme der Drehschemelpfannen wurden ebenfalls mit Winkeleisen armiert. Zur Unterstützung der äußeren Längsträger wurde wegen des großen Radstandes auf beiden Seiten ein Sprengwerk mit nachstellbaren Zugstangen angebaut. Die Pufferbohlen waren komplett aus Walzprofilen aufgebaut. Als Zugeinrichtung hatten die Wagen Schraubenkupplungen mit Sicherheitshaken nach VDEV, die Zugstange war durchgehend und mittig gefedert. Als Stoßeinrichtung besaßen die Wagen Stangenpuffer mit einer Einbaulänge von 650 mm, die Pufferteller hatten einen Durchmesser von 370 mm.

### Laufwerk
Die Wagen hatten Drehgestelle bayerischer Bauart mit kurzem Radstand von 2.500 mm. Die Rahmen der Drehgestelle waren aus Blechen und Winkeln zusammengenietet. Gelagert waren die Achsen in Gleitachslagern. Die Räder hatten Speichenradkörper und einen Raddurchmesser von 1.014 mm.
Wegen des großen Drehgestellabstands wurde das Untergestell durch ein räumliches Sprengwerk in der Ebene der äußeren Längsträger unterstützt.
Eine Handbremse war im geschlossenen Übergang an einem Wagenende montiert. Neben der Ausstattung mit Druckluftbremsen des Typs  Westinghouse waren die Wagen auch mit Bremsen nach System HENRY sowie einer automatischen HARDY-Schnellbremse versehen.

### Wagenkasten
Das Wagenkastengerippe bestand aus einem hölzernen Ständerwerk. Es war außen mit Blech und innen mit Holz verkleidet. Die Seitenwände waren glatt und bis zur Oberkante der äußeren Längsträger heruntergezogen. Die Wagen besaßen ein gewölbtes Dach ohne Oberlichtaufbau.
Der Innenraum hatte insgesamt sechseinhalb Abteile mit gepolsterten Sitzen. Alle Abteile waren mit Schiebetüren zum Seitengang hin abgeschlossen. Die Sitzplätze der 1. Klasse konnten in Schlaflager umgewandelt werden. Das an die 1. Klasse anschließende Abteil der 2. Klasse konnte bei Bedarf ebenfalls in eines der 1. Klasse umgewandelt werden. An beiden Wagenenden befanden sich mit einer Waschgelegenheit kombinierte Toiletten.
Zur Beheizung verfügten die Wagen über eine Dampfheizung.
Die Belüftung erfolgte über Dachlüfter bzw. über die versenkbaren Fenster.
Die Beleuchtung erfolgte durch Gaslampen. Ein großer Vorratsbehälter hing in Wagenlängsrichtung am Rahmen. Ab den 1930er Jahren erfolgte eine Umrüstung auf elektrische Beleuchtung.
Für den Übergang in die Schweiz, nach Österreich, nach Italien, nach Frankreich und nach Belgien waren die Wagen mit entsprechenden Signalstützen ausgestattet.

## Bemerkung
1930 wurden zwei Wagen umgebaut. Dabei erfolgten Änderungen der Toiletteneinrichtungen und die Seitenwände der Abteilseiten wurden erneuert. Die bisherigen Doppelfenster je Abteil wurden durch große Einfachfenster ersetzt.

## Skizzen, Musterblätter, Fotos

Ansicht zu Blatt 76 aus dem WV von 1913

## Wagennummern
|                   | Herstelldaten   | Herstelldaten   | Herstelldaten    | Wagennummern je Epoche Gattungszeichen | Wagennummern je Epoche Gattungszeichen                                             | Wagennummern je Epoche Gattungszeichen                                             | Wagennummern je Epoche Gattungszeichen                                             | Wagennummern je Epoche Gattungszeichen                                             | Wagennummern je Epoche Gattungszeichen                                             | Zusatzinfos                                                                        | Zusatzinfos                                                                        | Zusatzinfos                                                                        | Zusatzinfos                                                                        | Zusatzinfos                                                                        | Zusatzinfos                                                                        | Zusatzinfos                                                                        |
| Blatt Nr. WV 1913 | Bau- jahr       | Her- steller    | Anz.             | ab 1909 (1907)                         | Abg. Reparat.                                                                      | DR (ab 1923)                                                                       | DRG (ab 1930)                                                                      | DRG (nach Umbau)                                                                   | Ausge- mustert                                                                     | Bremsen                                                                            | Signal- halter                                                                     | Signal- halter                                                                     | Signal- halter                                                                     | Signal- halter                                                                     | Signal- halter                                                                     | Bemerkung                                                                          |
|                   |                 |                 |                  | ABBü                                   |                                                                                    | AB4ü Bay 98                                                                        | AB4ü Bay 98                                                                        | AB4ü Bay 98/30                                                                     |                                                                                    | (siehe Legende)                                                                    | AT                                                                                 | CH                                                                                 | IT                                                                                 | FR                                                                                 | BE                                                                                 |                                                                                    |
| ----------------- | --------------- | --------------- | ---------------- | -------------------------------------- | ---------------------------------------------------------------------------------- | ---------------------------------------------------------------------------------- | ---------------------------------------------------------------------------------- | ---------------------------------------------------------------------------------- | ---------------------------------------------------------------------------------- | ---------------------------------------------------------------------------------- | ---------------------------------------------------------------------------------- | ---------------------------------------------------------------------------------- | ---------------------------------------------------------------------------------- | ---------------------------------------------------------------------------------- | ---------------------------------------------------------------------------------- | ---------------------------------------------------------------------------------- |
| 76                | 1898            | MAN             | 5                | 1235                                   | X                                                                                  |                                                                                    |                                                                                    |                                                                                    | 11/1919                                                                            | Pl;Wsbr;                                                                           |                                                                                    |                                                                                    |                                                                                    |                                                                                    |                                                                                    |                                                                                    |
| 76                | 1898            | MAN             | 5                | 1236                                   |                                                                                    | 21 037 Mü                                                                          | 13 012 Mü                                                                          |                                                                                    | xx/193                                                                             | Pl;Wsbr;                                                                           |                                                                                    |                                                                                    |                                                                                    |                                                                                    |                                                                                    |                                                                                    |
| 76                | 1898            | MAN             | 5                | 1237                                   |                                                                                    | 21 038 Mü                                                                          | 13 013 Mü                                                                          |                                                                                    | xx/193                                                                             | Pl;Wsbr;                                                                           |                                                                                    |                                                                                    |                                                                                    |                                                                                    |                                                                                    |                                                                                    |
| 76                | 1898            | MAN             | 5                | 1238                                   |                                                                                    | 21 039 Mü                                                                          | 13 014 Mü                                                                          |                                                                                    | 1945?                                                                              | Pl;Wsbr;                                                                           |                                                                                    |                                                                                    |                                                                                    |                                                                                    |                                                                                    |                                                                                    |
| 76                | 1898            | MAN             | 5                | 1239                                   |                                                                                    | 21 040 Mü                                                                          | 13 015 Mü                                                                          |                                                                                    | xx/193                                                                             | Pl;Wsbr;                                                                           |                                                                                    |                                                                                    |                                                                                    |                                                                                    |                                                                                    |                                                                                    |
| 76                | 1899            | MAN             | 10               | 1250                                   |                                                                                    | 21 041 Mü                                                                          | 13 051 Mü                                                                          |                                                                                    | 08/1932                                                                            | Pl;Wsbr;Ahbr;                                                                      | X                                                                                  | X                                                                                  | X                                                                                  |                                                                                    |                                                                                    |                                                                                    |
| 76                | 1899            | MAN             | 10               | 1251                                   |                                                                                    | 21 001 Wür                                                                         | 13 052 Mü                                                                          |                                                                                    | 1945?                                                                              | Pl;Wsbr;Ahbr;                                                                      | X                                                                                  | X                                                                                  | X                                                                                  |                                                                                    |                                                                                    |                                                                                    |
| 76                | 1899            | MAN             | 10               | 1252                                   |                                                                                    | 21 042 Mü                                                                          | 13 053 Mü                                                                          |                                                                                    | xx/193x                                                                            | Pl;Wsbr;Ahbr;                                                                      | X                                                                                  | X                                                                                  | X                                                                                  |                                                                                    |                                                                                    |                                                                                    |
| 76                | 1899            | MAN             | 10               | 1253                                   |                                                                                    | 21 043 Mü                                                                          | 13 054 Mü                                                                          |                                                                                    | xx/193x                                                                            | Pl;Wsbr;Ahbr;                                                                      | X                                                                                  | X                                                                                  | X                                                                                  |                                                                                    |                                                                                    |                                                                                    |
| 76                | 1899            | MAN             | 10               | 1254                                   |                                                                                    | 21 003 Aug                                                                         | 13 055 Mü                                                                          |                                                                                    | xx/193x                                                                            | Pl;Wsbr;Ahbr;                                                                      | X                                                                                  | X                                                                                  | X                                                                                  |                                                                                    |                                                                                    |                                                                                    |
| 76                | 1899            | MAN             | 10               | 1255                                   |                                                                                    | 21 044 Mü                                                                          | 13 056 Mü                                                                          |                                                                                    | 08/1932                                                                            | Pl;Wsbr;Ahbr;                                                                      | X                                                                                  | X                                                                                  | X                                                                                  |                                                                                    |                                                                                    |                                                                                    |
| 76                | 1899            | MAN             | 10               | 1256                                   |                                                                                    | 21 045 Mü                                                                          | 13 057 Mü                                                                          |                                                                                    | xx/193x                                                                            | Pl;Wsbr;Ahbr;                                                                      | X                                                                                  | X                                                                                  | X                                                                                  |                                                                                    |                                                                                    |                                                                                    |
| 76                | 1899            | MAN             | 10               | 1257                                   |                                                                                    | 21 046 Mü                                                                          |                                                                                    |                                                                                    | xx/1928                                                                            | Pl;Wsbr;Ahbr;                                                                      | X                                                                                  | X                                                                                  | X                                                                                  |                                                                                    |                                                                                    |                                                                                    |
| 76                | 1899            | MAN             | 10               | 1258                                   |                                                                                    | 21 002 Reg                                                                         | 13 058 Reg                                                                         |                                                                                    | xx/193x                                                                            | Pl;Wsbr;Ahbr;                                                                      | X                                                                                  | X                                                                                  | X                                                                                  | X                                                                                  |                                                                                    |                                                                                    |
| 76                | 1899            | MAN             | 10               | 1259                                   |                                                                                    | 21 047 Mü                                                                          | 13 059 Mü                                                                          |                                                                                    | xx/193x                                                                            | Pl;Wsbr;Hnr;Ahbr;                                                                  | X                                                                                  | X                                                                                  | X                                                                                  |                                                                                    |                                                                                    |                                                                                    |
| 76                | 1901            | Rathgeber       | 10               | 1285                                   |                                                                                    | 21 048 Mü                                                                          | 13 102 Mü                                                                          |                                                                                    | xx/1935                                                                            | Pl;Wsbr;                                                                           |                                                                                    |                                                                                    |                                                                                    |                                                                                    | X                                                                                  | Verkauf an LAG, dort BC4ü 899                                                      |
| 76                | 1901            | Rathgeber       | 10               | 1286                                   |                                                                                    | 21 049 Mü                                                                          | 13 103 Mü                                                                          |                                                                                    | xx/193x                                                                            | Pl;Wsbr;                                                                           |                                                                                    |                                                                                    |                                                                                    |                                                                                    | X                                                                                  |                                                                                    |
| 76                | 1901            | Rathgeber       | 10               | 1287                                   |                                                                                    | 21 050 Mü                                                                          | 13 104 Mü                                                                          |                                                                                    | xx/193x                                                                            | Pl;Wsbr;                                                                           |                                                                                    |                                                                                    |                                                                                    |                                                                                    |                                                                                    |                                                                                    |
| 76                | 1901            | Rathgeber       | 10               | 1288                                   |                                                                                    | 21 006 Nür                                                                         | 13 105 Nür                                                                         |                                                                                    | 1945?                                                                              | Pl;Wsbr;                                                                           |                                                                                    |                                                                                    |                                                                                    |                                                                                    |                                                                                    |                                                                                    |
| 76                | 1901            | Rathgeber       | 10               | 1289                                   |                                                                                    | 21 007 Nür                                                                         | 13 106 Au                                                                          |                                                                                    | 1945?                                                                              | Pl;Wsbr;                                                                           |                                                                                    |                                                                                    |                                                                                    |                                                                                    |                                                                                    |                                                                                    |
| 76                | 1901            | Rathgeber       | 10               | 1290                                   |                                                                                    | 21 008 Nür                                                                         | 13 107 Nür                                                                         |                                                                                    | 10/1935                                                                            | Pl;Wsbr;                                                                           |                                                                                    |                                                                                    |                                                                                    |                                                                                    |                                                                                    |                                                                                    |
| 76                | 1901            | Rathgeber       | 10               | 1291                                   |                                                                                    | 21 051 Mü                                                                          | 13 108 Mü                                                                          |                                                                                    | 06/1946                                                                            | Pl;Wsbr;                                                                           |                                                                                    |                                                                                    |                                                                                    |                                                                                    | X                                                                                  | Altschadwagen                                                                      |
| 76                | 1901            | Rathgeber       | 10               | 1292                                   |                                                                                    | 21 052 Mü                                                                          | 13 109 Mü                                                                          |                                                                                    | xx/193x                                                                            | Pl;Wsbr;                                                                           |                                                                                    |                                                                                    |                                                                                    |                                                                                    | X                                                                                  |                                                                                    |
| 76                | 1901            | Rathgeber       | 10               | 1293                                   |                                                                                    | 21 053 Mü                                                                          | 13 110 Reg                                                                         |                                                                                    | 08/1954                                                                            | Pl;Wsbr;Ahbr;                                                                      |                                                                                    |                                                                                    |                                                                                    |                                                                                    | X                                                                                  | Bei der DB zum BDW                                                                 |
| 76                | 1901            | Rathgeber       | 10               | 1294                                   |                                                                                    | 21 054 Mü                                                                          | 13 111 Mü                                                                          |                                                                                    | xx/193x                                                                            | Pl;Wsbr;Ahbr;                                                                      | X                                                                                  |                                                                                    |                                                                                    |                                                                                    |                                                                                    |                                                                                    |
| 76                | 1900            | MAN             | 10               | 1295                                   |                                                                                    | 21 055 Mü                                                                          | 13 112 Mü                                                                          |                                                                                    | xx/1935                                                                            | Pl;Wsbr;Ahbr;                                                                      | X                                                                                  |                                                                                    |                                                                                    |                                                                                    |                                                                                    |                                                                                    |
| 76                | 1900            | MAN             | 10               | 1296                                   |                                                                                    | 21 002 Wür                                                                         | 13 113 Wür                                                                         |                                                                                    | xx/1935                                                                            | Pl;Wsbr;Ahbr;                                                                      | X                                                                                  |                                                                                    |                                                                                    |                                                                                    |                                                                                    |                                                                                    |
| 76                | 1900            | MAN             | 10               | 1297                                   |                                                                                    | 21 056 Mü                                                                          | 13 114 Mü                                                                          |                                                                                    | xx/1935                                                                            | Pl;Wsbr;Ahbr;                                                                      | X                                                                                  |                                                                                    |                                                                                    |                                                                                    |                                                                                    |                                                                                    |
| 76                | 1900            | MAN             | 10               | 1298                                   |                                                                                    | 21 057 Mü                                                                          | 13 115 Mü                                                                          |                                                                                    | xx/1935                                                                            | Pl;Wsbr;Ahbr;                                                                      | X                                                                                  |                                                                                    |                                                                                    | X                                                                                  | X                                                                                  |                                                                                    |
| 76                | 1900            | MAN             | 10               | 1299                                   | X                                                                                  |                                                                                    |                                                                                    |                                                                                    | 11/1919                                                                            | Pl;Wsbr;Ahbr;                                                                      | X                                                                                  |                                                                                    |                                                                                    | X                                                                                  | X                                                                                  |                                                                                    |
| 76                | 1900            | MAN             | 10               | 1300                                   |                                                                                    |                                                                                    |                                                                                    |                                                                                    | xx/1925                                                                            | Pl;Wsbr;Ahbr;                                                                      | X                                                                                  |                                                                                    |                                                                                    | X                                                                                  |                                                                                    |                                                                                    |
| 76                | 1900            | MAN             | 10               | 1301                                   |                                                                                    | 21 003 Reg                                                                         | 13 116 Reg                                                                         |                                                                                    | 1945?                                                                              | Pl;Wsbr;Ahbr;                                                                      | X                                                                                  |                                                                                    |                                                                                    |                                                                                    |                                                                                    |                                                                                    |
| 76                | 1900            | MAN             | 10               | 1302                                   |                                                                                    | 21 058 Mü                                                                          | 13 117 Mü                                                                          |                                                                                    | xx/1935                                                                            | Pl;Wsbr;Ahbr;                                                                      | X                                                                                  |                                                                                    |                                                                                    | X                                                                                  |                                                                                    |                                                                                    |
| 76                | 1900            | MAN             | 10               | 1303                                   |                                                                                    | 21 059 Mü                                                                          | 13 118 Mü                                                                          |                                                                                    | xx/1935                                                                            | Pl;Wsbr;Ahbr;                                                                      | X                                                                                  |                                                                                    |                                                                                    | X                                                                                  |                                                                                    |                                                                                    |
| 76                | 1900            | MAN             | 10               | 1304                                   |                                                                                    | 21 060 Mü                                                                          | 13 120 Mü                                                                          |                                                                                    | xx/1935                                                                            | Pl;Wsbr;Ahbr;                                                                      | X                                                                                  |                                                                                    |                                                                                    | X                                                                                  |                                                                                    |                                                                                    |
| 76                | 1900            | MAN             | 21               | 1305                                   |                                                                                    | 21 004 Reg                                                                         | 13 120 Reg                                                                         |                                                                                    | xx/1935                                                                            | Pl;Wsbr;Ahbr;                                                                      | X                                                                                  |                                                                                    |                                                                                    |                                                                                    |                                                                                    |                                                                                    |
| 76                | 1900            | MAN             | 21               | 1306                                   |                                                                                    | 21 005 Reg                                                                         | 13 121 Reg                                                                         |                                                                                    | 1945?                                                                              | Pl;Wsbr;Ahbr;                                                                      | X                                                                                  | X                                                                                  |                                                                                    |                                                                                    |                                                                                    |                                                                                    |
| 76                | 1900            | MAN             | 21               | 1307                                   |                                                                                    | 21 003 Wür                                                                         | 13 122 Wür                                                                         |                                                                                    | 06/1950                                                                            | Pl;Wsbr;Ahbr;                                                                      | X                                                                                  |                                                                                    |                                                                                    |                                                                                    |                                                                                    | Altschadwagen                                                                      |
| 76                | 1900            | MAN             | 21               | 1308                                   |                                                                                    |                                                                                    |                                                                                    |                                                                                    | xx/1913                                                                            | Pl;Wsbr;Ahbr;                                                                      | X                                                                                  |                                                                                    |                                                                                    |                                                                                    |                                                                                    |                                                                                    |
| 76                | 1900            | MAN             | 21               | 1309                                   |                                                                                    | 21 001 Au                                                                          | 13 123 Au                                                                          |                                                                                    | 05/1950                                                                            | Pl;Wsbr;Ahbr;                                                                      | X                                                                                  | X                                                                                  |                                                                                    |                                                                                    |                                                                                    | Altschadwagen                                                                      |
| 76                | 1900            | MAN             | 21               | 1310                                   |                                                                                    | 21 061 Mü                                                                          | 13 123 Mü                                                                          |                                                                                    | 1945?                                                                              | Pl;Wsbr;Ahbr;                                                                      | X                                                                                  |                                                                                    |                                                                                    |                                                                                    |                                                                                    |                                                                                    |
| 76                | 1900            | MAN             | 21               | 1311                                   |                                                                                    | 21 062 Mü                                                                          | 13 125 Mü                                                                          |                                                                                    | xx/1935                                                                            | Pl;Wsbr;Ahbr;                                                                      | X                                                                                  | X                                                                                  |                                                                                    |                                                                                    |                                                                                    |                                                                                    |
| 76                | 1900            | MAN             | 21               | 1312                                   |                                                                                    | 21 063 Mü                                                                          | 13 126 Mü                                                                          |                                                                                    | xx/1935                                                                            | Pl;Wsbr;Ahbr;                                                                      | X                                                                                  | X                                                                                  | X                                                                                  |                                                                                    |                                                                                    |                                                                                    |
| 76                | 1900            | MAN             | 21               | 1312                                   |                                                                                    | 21 063 Mü                                                                          | 13 126 Mü                                                                          |                                                                                    | xx/1935                                                                            | Pl;Wsbr;Ahbr;                                                                      | X                                                                                  | X                                                                                  |                                                                                    |                                                                                    |                                                                                    |                                                                                    |
| 76                | 1900            | MAN             | 21               | 1313                                   |                                                                                    | 21 064 Mü                                                                          | 13 127 Mü                                                                          |                                                                                    | xx/1935                                                                            | Pl;Wsbr;Ahbr;                                                                      | X                                                                                  | X                                                                                  |                                                                                    |                                                                                    |                                                                                    |                                                                                    |
| 76                | 1900            | MAN             | 21               | 1314                                   |                                                                                    | 21 065 Mü                                                                          | 13 128 Mü                                                                          |                                                                                    | xx/1935                                                                            | Pl;Wsbr;Ahbr;                                                                      | X                                                                                  | X                                                                                  |                                                                                    |                                                                                    |                                                                                    |                                                                                    |
| 76                | 1900            | MAN             | 21               | 1315                                   |                                                                                    | 21 066 Mü                                                                          | 13 129 Mü                                                                          |                                                                                    | xx/1935                                                                            | Pl;Wsbr;Ahbr;                                                                      | X                                                                                  | X                                                                                  |                                                                                    |                                                                                    |                                                                                    |                                                                                    |
| 76                | 1900            | MAN             | 21               | 1316                                   |                                                                                    | 21 067 Mü                                                                          | 13 130 Mü                                                                          |                                                                                    | xx/1935                                                                            | Pl;Wsbr;Ahbr;                                                                      | X                                                                                  | X                                                                                  |                                                                                    |                                                                                    |                                                                                    |                                                                                    |
| 76                | 1900            | MAN             | 21               | 1317                                   |                                                                                    | 21 068 Mü                                                                          | 13 131 Mü                                                                          |                                                                                    | xx/1935                                                                            | Pl;Wsbr;Ahbr;                                                                      | X                                                                                  | X                                                                                  |                                                                                    |                                                                                    |                                                                                    |                                                                                    |
| 76                | 1900            | MAN             | 21               | 1318                                   |                                                                                    | 21 069 Mü                                                                          | 13 132 Mü                                                                          | 13 132 Mü                                                                          | 09/1947                                                                            | Pl;Wsbr;Ahbr;                                                                      | X                                                                                  | X                                                                                  |                                                                                    |                                                                                    |                                                                                    | Altschadwagen                                                                      |
| 76                | 1900            | MAN             | 21               | 1319                                   |                                                                                    | 21 006 Reg                                                                         | 13 133 Mü                                                                          |                                                                                    | xx/1935                                                                            | Pl;Wsbr;Ahbr;                                                                      | X                                                                                  | X                                                                                  |                                                                                    |                                                                                    |                                                                                    |                                                                                    |
| 76                | 1900            | MAN             | 21               | 1320                                   |                                                                                    | 21 007 Reg                                                                         | 13 134 Reg                                                                         |                                                                                    | xx/1935                                                                            | Pl;Wsbr;Ahbr;                                                                      | X                                                                                  | X                                                                                  |                                                                                    |                                                                                    |                                                                                    |                                                                                    |
| 76                | 1900            | MAN             | 21               | 1321                                   |                                                                                    | 21 008 Reg                                                                         | 13 135 Reg                                                                         |                                                                                    | xx/1935                                                                            | Pl;Wsbr;Ahbr;                                                                      | X                                                                                  |                                                                                    |                                                                                    |                                                                                    |                                                                                    |                                                                                    |
| 76                | 1900            | MAN             | 21               | 1322                                   |                                                                                    | 21 009 Reg                                                                         | 13 136 Reg                                                                         |                                                                                    | xx/1935                                                                            | Pl;Wsbr;Ahbr;                                                                      | X                                                                                  |                                                                                    |                                                                                    |                                                                                    |                                                                                    |                                                                                    |
| 76                | 1900            | MAN             | 21               | 1323                                   |                                                                                    | 21 070 Mü                                                                          | 13 137 Mü                                                                          | 13 137 Mü                                                                          | 09/1948                                                                            | Pl;Wsbr;Ahbr;                                                                      | X                                                                                  |                                                                                    |                                                                                    |                                                                                    |                                                                                    | Altschadwagen                                                                      |
| 76                | 1900            | MAN             | 21               | 1324                                   |                                                                                    | 21 071 Mü                                                                          | 13 138 Mü                                                                          |                                                                                    | xx/1935                                                                            | Pl;Wsbr;Ahbr;                                                                      | X                                                                                  |                                                                                    |                                                                                    |                                                                                    |                                                                                    |                                                                                    |
|                   | Legende Bremsen | Legende Bremsen | Handbremstypen   | Handbremstypen                         | BrH = Bremserhaus; Pl = Handbremse auf Plattform; Fsbr = Freisitzbremse            | BrH = Bremserhaus; Pl = Handbremse auf Plattform; Fsbr = Freisitzbremse            | BrH = Bremserhaus; Pl = Handbremse auf Plattform; Fsbr = Freisitzbremse            | BrH = Bremserhaus; Pl = Handbremse auf Plattform; Fsbr = Freisitzbremse            | BrH = Bremserhaus; Pl = Handbremse auf Plattform; Fsbr = Freisitzbremse            | BrH = Bremserhaus; Pl = Handbremse auf Plattform; Fsbr = Freisitzbremse            | BrH = Bremserhaus; Pl = Handbremse auf Plattform; Fsbr = Freisitzbremse            | BrH = Bremserhaus; Pl = Handbremse auf Plattform; Fsbr = Freisitzbremse            | BrH = Bremserhaus; Pl = Handbremse auf Plattform; Fsbr = Freisitzbremse            | BrH = Bremserhaus; Pl = Handbremse auf Plattform; Fsbr = Freisitzbremse            | BrH = Bremserhaus; Pl = Handbremse auf Plattform; Fsbr = Freisitzbremse            | BrH = Bremserhaus; Pl = Handbremse auf Plattform; Fsbr = Freisitzbremse            |
|                   |                 |                 | Druckluftbremsen | Druckluftbremsen                       | Hnbr = Henry-Bremse; Wbr = Westinghouse-Bremse; Wsbr = Westinghouse-Schnellbremse; | Hnbr = Henry-Bremse; Wbr = Westinghouse-Bremse; Wsbr = Westinghouse-Schnellbremse; | Hnbr = Henry-Bremse; Wbr = Westinghouse-Bremse; Wsbr = Westinghouse-Schnellbremse; | Hnbr = Henry-Bremse; Wbr = Westinghouse-Bremse; Wsbr = Westinghouse-Schnellbremse; | Hnbr = Henry-Bremse; Wbr = Westinghouse-Bremse; Wsbr = Westinghouse-Schnellbremse; | Hnbr = Henry-Bremse; Wbr = Westinghouse-Bremse; Wsbr = Westinghouse-Schnellbremse; | Hnbr = Henry-Bremse; Wbr = Westinghouse-Bremse; Wsbr = Westinghouse-Schnellbremse; | Hnbr = Henry-Bremse; Wbr = Westinghouse-Bremse; Wsbr = Westinghouse-Schnellbremse; | Hnbr = Henry-Bremse; Wbr = Westinghouse-Bremse; Wsbr = Westinghouse-Schnellbremse; | Hnbr = Henry-Bremse; Wbr = Westinghouse-Bremse; Wsbr = Westinghouse-Schnellbremse; | Hnbr = Henry-Bremse; Wbr = Westinghouse-Bremse; Wsbr = Westinghouse-Schnellbremse; | Hnbr = Henry-Bremse; Wbr = Westinghouse-Bremse; Wsbr = Westinghouse-Schnellbremse; |
|                   |                 |                 | Saugluftbremsen  | Saugluftbremsen                        | Hbr = Hardy-Bremse; Ahbr = Autom. Hardy-Vacuumbremse                               | Hbr = Hardy-Bremse; Ahbr = Autom. Hardy-Vacuumbremse                               | Hbr = Hardy-Bremse; Ahbr = Autom. Hardy-Vacuumbremse                               | Hbr = Hardy-Bremse; Ahbr = Autom. Hardy-Vacuumbremse                               | Hbr = Hardy-Bremse; Ahbr = Autom. Hardy-Vacuumbremse                               | Hbr = Hardy-Bremse; Ahbr = Autom. Hardy-Vacuumbremse                               | Hbr = Hardy-Bremse; Ahbr = Autom. Hardy-Vacuumbremse                               | Hbr = Hardy-Bremse; Ahbr = Autom. Hardy-Vacuumbremse                               | Hbr = Hardy-Bremse; Ahbr = Autom. Hardy-Vacuumbremse                               | Hbr = Hardy-Bremse; Ahbr = Autom. Hardy-Vacuumbremse                               | Hbr = Hardy-Bremse; Ahbr = Autom. Hardy-Vacuumbremse                               | Hbr = Hardy-Bremse; Ahbr = Autom. Hardy-Vacuumbremse                               |